# 甦える日日
『甦える日日』（よみがえるひび）は、1979年10月16日から1980年1月8日まで日本テレビ系列の『火曜劇場』（毎週火曜22:00 - 22:54）の枠で放送されたテレビドラマ。全12話。
1945年公開のアメリカ合衆国の映画『白い恐怖』（Spellbound、アルフレッド・ヒッチコック監督）をヒントにして製作されている。独身の精神科女医と記憶喪失症の画家との愛を中心に描いたサスペンスロマン。

## あらすじ
東京の西郊、武蔵野にある西部総合病院の精神科の紅一点・北川桂子は30歳、浮き名は一つも流さず結婚話にも耳を貸さないで、博士号取得を目指して勉学に励んでいた。ある日の帰り道、桂子の運転する車が路肩に脱輪。車は高木志郎と名乗る通りかかった男性に助けられた。桂子は、その志郎が小学校の同級生だったことを思い出す。志郎はかつて注目を浴びた新進画家だったが、一年前の飛行機事故が元で記憶喪失症となっていた。桂子は、志郎の失われた記憶を取り戻させようと、自ら志郎の身元引受人となり、診察に取り掛かる。しかし、看護婦が検査のため出した治療用のメスを見た志郎は突然異常な興奮状態となる。後に志郎は自分が忠彦であるという記憶を取り戻す。しかし忠彦は、殺人事件の容疑者として追われていた…。

## キャスト
- 北川桂子：十朱幸代
- 高木志郎（忠彦）：原田芳雄
- 大沢刑事：沖雅也
- 北川真沙子：里見奈保 - 桂子の妹
- 松本教授：池部良
- 津村直子：宮下順子 - 看護婦
- 小松：栗田洋子 - 看護婦
- 山根：久富惟晴
- 美也子：土田早苗 - 忠彦のかつての婚約者
- 三宅医師：柳生博
- 滝田刑事：勝部演之
- 前川部長：高城淳一
- トラック運転手・清水：古代一平（第7話ゲスト）
- 芙美子：茅島成美 - 桂子の小学校時代の同級生（第8話ゲスト）
ほか

## スタッフ
- プロデューサー：山本時雄、川原康彦
- 脚本：菊島隆三（第1話～第4話・第9話～第12話）、渋谷正行（第5話～第8話）
- 演出：野末和夫（第1話～第6話・第8話・第9話）、水島総（第7話・第10話～第12話）
- 制作：日本テレビ